# 技術と生活
『技術と生活』（ぎじゅつとせいかつ）は、日本放送協会（NHK）の中学校技術・家庭向け学校放送番組である。1960年代にNHK教育テレビジョンで、1970年代にNHKラジオ第2放送でそれぞれ放送された。

## テレビ番組
1960年4月5日から1961年3月14日までNHK教育テレビジョンで放送された。

### 放送時間（テレビ）
- 火曜日 13:00 - 13:20

### 出演者（テレビ）
- 鈴木寿雄

### 放送リスト（テレビ）
1. 1960年04月05日 アイディアとデーター[1]
2. 1960年04月12日 製図の基礎[1]
3. 1960年04月26日 学校園の仕事[1]
4. 1960年05月10日 やさしい木工 椅子の考案設計[1]
5. 1960年05月24日 ミシンの活用 [1]
6. 1960年06月07日 服装のくふう[1]
7. 1960年06月21日 献立のくふう[1]
8. 1960年07月05日 やさしい金工 生活用品の製作 [1]
9. 1960年07月19日 安全操業をする工場の見学 災害と安全[1]
10. 1960年09月06日 生活の中の技術 必要は発明の母[1]
11. 1960年09月20日 木工機械 木工機械の安全操作 [1]
12. 1960年10月04日 身のまわりの機械[1]
13. 1960年10月18日 すすんだ木工 刃物の科学 1[1]
14. 1960年11月01日 住まいの工夫 簡単な木工[1]
15. 1960年11月15日 あみものとデザイン 冬のあみもの[1]
16. 1960年11月29日 すすんだ金工 刃物の科学 2[1]
17. 1960年12月13日 主食の研究 粉食中心の調理[1]
18. 1960年12月20日 生産工場の見学 生産工程の理解[1]
19. 1961年01月10日 新しい技術の方向 近代技術の今後[1]
20. 1961年01月17日 生産のしくみ 協同工作[1]
21. 1961年01月31日 清潔な服装 被服の整理・保管 [1]
22. 1961年02月14日 副食の研究 献立の作成[1]
23. 1961年02月28日 機械を使って 電動工具の安全操作 [1]
24. 1961年03月14日 電化製品工場の見学 電気の原理と応用[1]

## ラジオ番組
NHKラジオ第2「中学校の時間」
- 放送期間：1971年4月 - 1975年3月
- 放送時間：木曜日 09:45 - 10:00／金曜日 10:15 - 10:30